# Östersunds centralstation
Östersunds centralstation är en järnvägsstation, Östersunds huvudstation, i stadsdelen Söder i Östersund, belägen på Inlandsbanan och Mittbanan.
Stationsbyggnaden uppfördes helt i trä år 1879, huvudsakligen efter Adolf W. Edelsvärds ritningar.